# Еліс (Північна Дакота)
Еліс (англ. Alice) — місто (англ. city) в США, в окрузі Кесс штату Північна Дакота. Населення — 41 особа (2020).

## Географія
Еліс розташований за координатами 46°45′36″ пн. ш. 97°33′22″ зх. д. / 46.76000° пн. ш. 97.55611° зх. д. (46.759993, -97.556012).  За даними Бюро перепису населення США в 2010 році місто мало площу 2,49 км², уся площа — суходіл.

## Демографія
Згідно з переписом 2010 року, у місті мешкало 40 осіб у 18 домогосподарствах у складі 13 родин. Густота населення становила 16 осіб/км².  Було 21 помешкання (8/км²).
Расовий склад населення:
| - 100,0 % — білих |

До двох чи більше рас належало 0,0 %. Частка іспаномовних становила 0,0 % від усіх жителів.
За віковим діапазоном населення розподілялося таким чином: 22,5 % — особи молодші 18 років, 55,0 % — особи у віці 18—64 років, 22,5 % — особи у віці 65 років та старші. Медіана віку мешканця становила 45,5 року. На 100 осіб жіночої статі у місті припадало 150,0 чоловіків;  на 100 жінок у віці від 18 років та старших — 181,8 чоловіків також старших 18 років.
Середній дохід на одне домашнє господарство  становив 39 529 доларів США (медіана — 28 750), а середній дохід на одну сім'ю — 49 636 доларів (медіана — 41 250). За межею бідності перебувало 3,0 % осіб, у тому числі 0,0 % дітей у віці до 18 років та 7,7 % осіб у віці 65 років та старших.
Цивільне працевлаштоване населення становило 17 осіб. Основні галузі зайнятості: роздрібна торгівля — 35,3 %, будівництво — 23,5 %, оптова торгівля — 11,8 %, науковці, спеціалісти, менеджери — 11,8 %.